# Vladimir Sofronickij
Vladimir Vladimirovič Sofronickij (nebo Sofronitzky, rusky Владимир Владимирович Софроницкий, 25. dubnajul./ 8. května 1901greg. – 29. srpna 1961) byl rusko-sovětský pianista, nejlépe známý jako interpret skladeb Alexandra Skrjabina a Frédérica Chopina. Jeho dcerou je kanadská pianistka Viviana Sofronitsky.

## Život
Vladimir Sofronickij se narodil v Petrohradě otci, učiteli fyziky, a matce z umělecké rodiny. V roce 1903 se jeho rodina přestěhovala do Varšavy, kde začal hrát na klavír s Annou Lebedevou-Getcevich, studentkou Nikolaje Rubinsteina, a později (ve věku devíti let) s Aleksandrem Michalowskim.
Od roku 1916 do roku 1921 studoval Sofronickij na Konzervatoři v Petrohradě pod vedením Leonida Nikolajeva, kde mezi jeho spolužáky byl Dmitrij Šostakovič, Maria Judina a Elena Skrjabina, nejstarší dcera zesnulého skladatele Alexandra Skrjabina. V roce 1917 se setkal s Elenou Skrjabinou a oženil se s ní v roce 1920. Sofronickij byl uznáván jako vynikající pianista mj. skladatelem Alexandrem Glazunovem a muzikologem a kritikem Alexandrem Ossovským.
První sólový koncert měl v roce 1919 a své jediné zahraniční turné ve Francii v letech 1928 až 1929. Jen jednou pak vystupoval mimo Sovětský svaz, bylo to v rámci Postupimské konference v roce 1945, kdy byl pověřen Stalinem hrát pro spojenecké vůdce.
Sofronickij učil na Leningradské konzervatoři v letech 1936 až 1942 a poté, až do své smrti na Moskevské konzervatoři. V roce 1943 mu byla udělena Stalinova cena první třídy a v roce 1942 byl vyhlášen Ctěným umělcem RSFSR.
Repertoár Sofronického zahrnoval díla Skrjabina, Chopina, Schuberta, Schumanna, Liszta, Beethovena, Ljadova, Rachmaninova, Metnera, Prokofjeva, a dalších.

## Uznání a nahrávky
Ačkoli byl na Západě málo známý, dostávalo se Sofronickému v jeho rodné zemi nejvyšší úcty. Sviatoslav Richter a Emil Gilels vzhlíželi k Sofronickému jako ke svému pánovi. Když se Gilels dozvěděl o Sofronitského smrti, údajně řekl, že "zemřel největší pianista na světě".
Sofronického nahrávky byly vydávány takovými vydavatelstvími jako Arkadia, Arlecchino, Chant du Monde, Denon Classics, Multisonic, Urania a Vista Vera, stejně jako značkami Philips Great Pianists of the Twentieth Century Brilliant Classics (box 9 CD). Sofronického nahrávky dokumentují jednu z nejintenzivnějších a nejintimnějších pianistických osobností 20. století.